# Lysdiodelygte
En lysdiodelygte eller blot diodelygte er en lygte, som lyser ved hjælp af lysdioder. Mange cykellygter benytter lysdioder.
Diodelygter findes i mange forskellige udformninger, og kan indeholde forskelligt antal lysdioder. De helt små diodelygter med en enkelt lysdiode oplyser ikke, mens større klynger kan oplyse på lige fod med klassisk arbejds- eller spotbelysning.

## Cykellygter
Som nævnt oplyser enkeltdioder ikke særligt meget, og er derfor bedst egnet til cykling i byer eller på veje med rigelig gadebelysning. De skal stadigvæk opfylde lovkravene om synlighed, og skal således vende fremad hhv. bagud og ikke hænge løst i en snor eller holdes i hånden.
Nogle diodelygter kan blinke med forskellige intervaller. I Danmark var det tidligere ikke lovligt at benytte blinkende lygter. Dette blev ændret d. 4. marts 2005, således at blinkende for- og baglygter på cykler nu er lovlige såfremt de blinker mindst 120 gange pr. minut.
Blandt fordelene ved at bruge dioder som lyskilde kan nævnes:
- De har en lang levetid
- De kan ofte ses på lang afstand
- De er billige

Derudover foretrækker nogle at have muligheden for at vælge mellem blinkende og konstant lysende lygter.

## Rumbelysning
Også i belysningen vinder diodelygter inpas. Mange steder ser man traditionelt halogenspots til punktoplysning af butiksvinduer, hylder, malerier og lignende. Her har producenterne opbygget diodeklynger, der i form ligner halogenpærerne og som man kan skifte mellem uden problemer.

## Håndlygter
Dioder vinder endvidere markedsandele i lommelygter, hvor flere fabrikater nu har 1-9 dioder i stedet for den klassiske glødepære. Dioden har også gjort det muligt at montere lygte i mobiltelefoner, nøgleringe og andre ting, folk normalt bærer på sig, på en måde så lysstyrke og strømforbrug har et fornuftigt forhold til batteripladsen. Det er også muligt at få diodelygter med highpower dioder, hvor der kun sidder en kraftig diode, der kan være op til 100 kraftigere end de traditionelle dioder.